# Klemen Boštjančič
Klemen Boštjančič (ur. 1 września 1972) – słoweński menedżer i przedsiębiorca, od 2022 minister finansów, od 2024 również wicepremier.

## Życiorys
Z wykształcenia ekonomista, ukończył studia na Uniwersytecie Lublańskim. Zajął się prowadzeniem własnej działalności gospodarczej w branży konsultingowej, specjalizując się głównie w restrukturyzacji finansowej i biznesowej. Obejmował także różne funkcje w organach zarządczych i nadzorczych przedsiębiorstw. W 2009 został przewodniczącym rady nadzorczej firmy Vegrad, objętej wówczas postępowaniem upadłościowym. Pełnił też m.in. funkcję prezesa zarządu przedsiębiorstwa Mineral. W latach 2011–2012 zarządzał liniami lotniczymi Adria Airways, a w 2016 stanął na czele zarządu firmy Sava. Wszedł w skład rady dyrektorów stowarzyszenia ZNS, zrzeszającego głównie członków organów kontrolnych przedsiębiorstw.
W czerwcu 2022 z rekomendacji Ruchu Wolności objął funkcję ministra finansów w rządzie Roberta Goloba. W styczniu 2024 został powołany także na funkcję wicepremiera.